# 迷失 (第一季)
《迷失》第一季於2004年9月22日正式在美國及加拿大播映，並結束於2005年5月25日，總共包含24集。本劇描述一架飛機在空中解體，散落在南太平洋一處荒島上。48名生還者爲了生存必須合作，卻發現這個島並不平凡。
第一季在美國每星期三晚上8點鐘播映。除了它的24集之外，另有1集特集《LOST檔案：旅程》於2005年4月27日播放。本季DVD包含7張碟片盒裝，標題為《LOST檔案：第一季完整版》，於2005年9月6日由博偉家庭娛樂發行。

## 人員
本季由試金石電視公司（現稱ABC工作室）、坏机器人制片公司和草裙製作公司共同製作並在美國的ABC網絡播放。執行製作者共為：J·J·亞伯拉罕、戴蒙·林道夫、布萊恩·布爾克、傑克·本德和卡尔顿·库斯，還有傑西·亞歷山大和傑夫·平克納作爲執行顧問。而主編劇為亞伯拉罕、林道夫、丘斯、亞歷山大、平克納、副製作者大衛·富利、監督製作者哈維爾·葛里洛-馬克斯瓦奇、製作者李奧納德·迪克、愛德華·克特西斯和亞當·霍羅維玆、珍妮佛·瓊森和故事作者保羅·迪尼。第一季中某些集目由劇作家以自由身份自行撰寫或共同撰寫。本季中主要的導演為J·J·亞伯拉罕，傑克·本德，史提芬·威廉斯、他可·蓋茨、格雷格·也塔尼斯和凱芬·胡克斯。當中的音樂由迈克·吉亚奇诺作曲。亞伯拉罕、林道夫和丘斯共同作爲本季的節目管理者。

## 演員

從左到右：索耶、洛克、露絲、真秀、善華、薩伊德、查理、沃特、麥可、傑克、凱特、赫利、香農、克萊爾和布恩

由于首季有多达14位主要角色，使它成爲本季上映時候美國電視史上最大型的演員招募。
- 納文·安德魯斯飾演前伊拉克共和國衛隊軍人薩伊德·賈拉[4]。
- 艾米莉·德·拉文飾演懷孕的澳洲人克萊爾·李特頓。[5]直到本季末，拉文只收取她出現過的集目的工錢。
- 馬修·福克斯飾演憂愁的外科醫生，也是生還者中的領導者——傑克·謝潑德。[6]
- 霍赫·加西亚飾演赫利，一個厄運纏身的樂透贏家。[7]
- 瑪姬·格蕾斯飾演香農·盧瑟福，以前是一名舞蹈教師。
- 喬許·霍洛威飾演騙子詹姆斯·「索耶」·福特。
- 金允珍飾演白善華，權大力大的韓國富商兼犯罪集團成員的女兒。
- 金大賢飾演白善華的丈夫權真秀。[8]
- 伊万杰琳·莉莉飾演通緝犯凱特·奧斯頓。
- 多明尼克·莫納罕飾演前搖滾樂手癮君子查理·佩斯。
- 小哈羅德·佩瑞諾飾演地盤工人麥可·道森，
- 馬爾科姆·大衛·凯利飾演麥可·道森的兒子沃特·勞伊德。
- 伊恩·桑莫哈德飾演布恩·卡利斯爾，他母親的婚禮公司的總裁和香農的繼哥。
- 特瑞·歐奎恩飾演神秘的約翰·洛克。[9]

## 集目
| 集目編號 | 季節集目編號 | 標題             | 導演              | 作者                                                                         | 主要演員   | 首播日期       |
| --- | ------------ | ---------------- | ----------------- | ---------------------------------------------------------------------------- | ---------- | -------------- |
| 1 | 1            | 試播（第一部分） | J·J·亞伯拉罕      | 故事由傑弗瑞·利柏、J·J·亞伯拉罕和戴蒙·林道夫 劇本由J·J·亞伯拉罕和戴蒙·林道夫 | 傑克       | 2004年9月22日  |
| 大洋航空公司815航班客機從悉尼飛往洛杉磯，卻在空中斷開並墜毀於南太平洋一座熱帶荒島上，機上48人幸存。奇怪的巨響從森林中傳出，樹木也一批批地倒下。傑克、凱特和查理出發尋找飛機駕駛艙，準備用飛機上的發射器發出求救信號。他們也找到了生還的副駕駛員，但不久後被那只神秘的“怪物”殺死了。而一個回敘就顯示傑克在飛機上。 |              |                  |                   |                                                                              |            |                |
| 2 | 2            | 試播（第二部分） | J·J·亞伯拉罕      | 故事由傑弗瑞·利柏、J·J·亞伯拉罕和戴蒙·林道夫 劇本由J·J·亞伯拉罕和戴蒙·林道夫 | 查理和凱特 | 2004年9月29日  |
| 一組生還者一起往内陸行進，並準備在更高的地方用接收器收到更好的訊號。路上，他們被一頭北極熊襲擊，索耶一槍把它打死了。海灘上，一位聯邦執法官在手術中醒了過來，並問醫生傑克凱特在那裏。回敘中，那位執法官正在押送凱特。在另一個回敘裏，查理正把一包小小的海洛因偷帶上機。 |              |                  |                   |                                                                              |            |                |
| 3 | 3            | 一片空白         | 傑克·本德         | 戴蒙·林道夫                                                                  | 凱特       | 2004年10月6日  |
| 傑克了解到凱特是名通緝犯。尋找訊號的人回來了，卻決定並不告訴其他人有關信號的事。索耶射死了執法官，把他從痛苦中解脫出來。不過，他射偏了，只打中了肺部，因此傑克讓執法官安樂死。回敘描述凱特在一個澳洲農場裏的生活，直到她被執法官抓到。 |              |                  |                   |                                                                              |            |                |
| 4 | 4            | 叢林流浪         | 傑克·本德         | 大衛·富利                                                                    | 洛克       | 2004年10月13日 |
| 機艙在被野豬搜掠後被燒毀。洛克成功地獵到了一頭野豬。他遇上了那只怪物，但是他並沒有告訴任何人。又到了回敘裏，顯示出他在飛機墜毀之前坐在輪椅上，卻在失事後痊愈了。 |              |                  |                   |                                                                              |            |                |
| 5 | 5            | 小白兔           | 凱芬·胡克斯       | 克里斯汀·泰勒                                                                | 傑克       | 2004年10月20日 |
| 布恩爲了幫助大家而偷去越來越少的淡水，但這愚蠢的行動引來了其他人的鄙視。已經一段時間沒有睡過覺的傑克追著他看見的去世的父親進入森林中，幸運地，他發現了滿是清水的洞穴。傑克回來時做著領導的角色。回敘中，他去了澳洲認回他爸爸的遺體。 |              |                  |                   |                                                                              |            |                |
| 6 | 6            | 日昇之屋         | 迈克尔·津伯格     | 哈維爾·葛里洛-馬克斯瓦奇                                                     | 善華       | 2004年10月27日 |
| 一部分生還者搬到了洞穴那邊，剩下的仍然留在海邊等待救援。洛克以查理失去的吉他換取海洛因，並勸他戒毒。權真秀揍了麥可一頓，因爲他拿著真秀岳父的手錶；不過，當中只有他的妻子白善華明白事情的起因，因爲他們夫妻都不會說英語。人們把真秀用手銬鎖在飛機碎片上。後來善華告訴麥可她其實會說英語並解釋真秀爲何要打他，所以不久後麥可放了真秀。回敘描述真秀爲了和善華結婚而為他岳父工作。結婚後的一天晚上，真秀回家時全身佈滿了人家的血。善華秘密地安排離開真秀，可是最後她還是回心轉意了。 |              |                  |                   |                                                                              |            |                |
| 7 | 7            | 飛蛾             | 傑克·本德         | 珍妮佛·瓊森和保羅·迪尼                                                       | 查理       | 2004年11月3日  |
| 查理在痛苦地掙扎著沒有毒品的痛苦，並要求洛克把海洛因還給他，而洛克卻説查理第三次問他要的時候他就會給他。查理最終第三次問他要海洛因，他給他了，但是查理一手把海洛因丟進了火堆裏。回到了以前，查理和哥哥利亞姆在DriveSHAFT樂隊裏，漸漸地，利亞姆讓查理染上了毒癮。幾年後，查理在澳洲找到了利亞姆的家並想他重入DriveSHAFT，但利亞姆一口乾脆地拒絕了。 |              |                  |                   |                                                                              |            |                |
| 8 | 8            | 骗子             | 他可·蓋茨         | 戴蒙·林道夫                                                                  | 索耶       | 2004年11月10日 |
| 大家都懷疑索耶藏起了從碎片中找到的哮喘呼吸器。於是薩伊德用刑逼供，不過最後索耶告訴凱特他並沒有把呼吸器藏起來。薩伊德爲了對折磨索耶的事情負責，獨個兒出發探索小島的海岸綫。凱特讀了索耶一直帶在身邊的一封信，才明白“索耶”是他的假名。其實他小時候，一個名叫索耶的男人和他媽媽上了床，騙了她許多錢，而後來他爸爸把她殺了，再自殺身亡。小小的索耶誓言要把這封信交給真正的索耶。不久後，小索耶也成了一個騙子，並自稱索耶。回敘裏面，索耶準備騙一對夫妻，但當他看見他們還有一個兒子的時候放棄了行動。 |              |                  |                   |                                                                              |            |                |
| 9 | 9            | 孤军奋战         | 格雷格·亞塔尼斯   | 大衛·富利                                                                    | 薩伊德     | 2004年11月17日 |
| 薩伊德發現了一條電纜從森林中伸延下海。他沿著電纜走著走著，他被盧梭設下的陷阱抓住了，而盧梭就是那個發出求救信號的女人。盧梭告訴薩伊德她是一個科學探索隊的成員，而他們在十六年前觸礁來到島上。她說島上有一群原著人並稱他們為“其他人”，而她的隊友卻生了一種奇怪的病死去，最後她說那些其他人在森林中細語。薩伊德逃脫了，帶上盧梭的步槍和她在島上寫下的筆記。回去的途中，薩伊德聽到了盧梭提到的細語。回到以前，薩伊德被要求拷問一位名為娜蒂婭的罪犯——他的童年好友。他的上司要他處決了她，他卻幫助娜蒂婭逃跑。 |              |                  |                   |                                                                              |            |                |
| 10 | 10           | 领养             | 玛丽塔·格雷比亚克 | 琳恩·E·里特                                                                  | 克萊爾     | 2004年12月1日  |
| 受傷的薩伊德回到了營地，並把盧梭和島上“其他人”的事告訴了大家。克萊爾連續兩晚醒來時都大叫大喊，並稱有人把她按在地上，想要捅她的肚子。這驅使赫利用飛機上的乘客名單作人口調查，卻發現伊森並不在那架飛機上。回敘中，克萊爾知道自己懷孕了，不過她的男友離開了她。她於是找到了一位通靈者，説道巨大的危險將發生在她的嬰兒身上。 |              |                  |                   |                                                                              |            |                |
| 11 | 11           | 父子情节         | 史提芬·威廉斯     | 哈維爾·葛里洛-馬克斯瓦奇                                                     | 傑克       | 2004年12月8日  |
| 克萊爾和查理被伊森綁架後，傑克和凱特、洛克和布恩分別組成兩隊尋找他們。傑克遇上了伊森，而伊森卻警告其中一人將會被殺。傑克和凱特找到了查理，他當時被懞上眼睛並被人掛在樹枝上，吊著脖子。傑克非常生氣，立即用心肺復蘇法救回了垂死的查理。同時，布恩和洛克發現了一塊金屬陷在森林中的泥地裏。又到了回敘，傑克一口承認他父親在酒後施行手術。 |              |                  |                   |                                                                              |            |                |
| 12 | 12           | 神秘的手提箱     | 傑克·本德         | 戴蒙·林道夫和珍妮佛·瓊森                                                     | 凱特       | 2005年1月5日   |
| 在湖中游泳時，凱特發現了那個執法官的手提箱。傑克說要是凱特肯告訴他裏面的東西的話，他就會幫她打開箱子。裏面原來有幾把槍和一架玩具飛機。凱特告訴傑克那架玩具飛機屬於她曾經愛過、卻殺害的人。回敘裏，凱特搶劫了銀行，才能找回那架玩具飛機。 |              |                  |                   |                                                                              |            |                |
| 13 | 13           | 情感与理智       | 罗德·霍尔卡穆     | 卡尔顿·库斯和哈維爾·葛里洛-馬克斯瓦奇                                        | 布恩       | 2005年1月12日  |
| 香農和薩伊德的關係越來越親近。而洛克和布恩就向進入他們發現的那個艙門中。布恩原想把這件事告訴香農，但是洛克給了他一些草藥，導致他產生幻覺，放下對香農的感情。到了回敘中，布恩想給錢趕走虐待香農的男友，最終卻發覺這只是香農設下的騙局；而香農不久後和布恩上了床。 |              |                  |                   |                                                                              |            |                |
| 14 | 14           | 只为你           | 格雷格·亞塔尼斯   | 大衛·富利                                                                    | 麥可和沃特 | 2005年1月19日  |
| 煩惱的麥可批評了剛向洛克練習飛刀法的沃特，並命令他幫他用飛機殘骸造一個筏子，沃特卻徑自走開了。麥可和洛克跟著沃特進入森林，這時沃特竟然被一只北極熊困住。麥可奮不顧身地救了沃特，也和他和好了。後來，洛克和布恩看見克萊爾從森林裏跌跌撞撞地走出來。回敘描述當沃特只有幾個月大的時候，他媽媽接受了一份在阿姆斯特丹的工作，並把兒子也帶上了。她在沃特兩歲時和一個名布賴恩的工作夥伴結了婚，也不讓麥可和兒子説話。幾年過去了，蘇森過世了，布萊恩並不向交管沃特，原因是這個小孩很“特別”。 |              |                  |                   |                                                                              |            |                |
| 15 | 15           | 回家             | 凱芬·胡克斯       | 戴蒙·林道夫                                                                  | 查理       | 2005年2月9日   |
| 克萊爾回到了生還者之中，不過她記得的最後一件事卻是那趟飛行。查理使伊森十分憤怒,於是伊森威脅查理要是他再不把克萊爾交出來,他會把營地裏的人一個一個地殺光。儘管大家都做好了防備措施，斯高特仍然被殺。帶著手提箱裏面的槍械，並以克萊爾作爲誘餌，傑克、凱特、洛克、薩伊德和索耶設下了一個陷阱，並成功地抓到了伊森。原本的計劃是活捉伊森，可是抱著仇恨的查理一槍殺了他。回敘中，查理爲了賺取買毒品的錢，準備從一名少女下手。 |              |                  |                   |                                                                              |            |                |
| 16 | 16           | 杀人犯           | 傑克·本德         | 德魯·戈達德                                                                  | 索耶       | 2005年2月16日  |
| 索耶為了找搜劫他帳篷的野豬而煩惱，他便和凱特一起在森林裏尋找，而他找到時並沒有殺它。索耶更把槍交給了的傑克，而傑克現在擁有所有從手提箱裏發現的槍械。索耶想起原來他在澳洲曾經遇到過傑克的爸爸。在回敘裏面，索耶在澳洲找到了一個人，以爲他就是騙了他家錢的“索耶”，並一手毀了他一生。他殺了那人，才發現自己殺錯了人。 |              |                  |                   |                                                                              |            |                |
| 17 | 17           | 难言之隐         | 他可·蓋茨         | 哈維爾·葛里洛-馬克斯瓦奇和李奧納德·迪克                                      | 真秀       | 2005年2月23日  |
| 麥可繼續建造著自己的筏子。索耶用建造材料換取了筏子上的一個座位，因此那裏只剩下一個座位。不過那隻筏子不久後着火了，而所有人都把責任怪在真秀頭上。第二天早上，麥可狠狠地打了他一頓。善華阻止了麥可，並說真秀並沒有燒掉木筏。大家包括真秀都對她會說英語而十分驚訝。洛克就認爲這是“其他人”做的。麥可則無奈地建造另一隻更好的新筏子。善華去安慰真秀，而真秀卻説要重新開始太遲了。真秀回到了海灘上，幫助麥可重建木筏，使他拿到了一個座位。沃特跟洛克承認是他燒毀了木筏，因爲他喜歡這個島。到了回敘裏，顯示出那次真秀全身是血，是由於他揍了一個人、救了這個人，因爲善華的爸爸要真秀殺了他。最後夫妻兩人決定到美國過新生活。                           |              |                  |                   |                                                                              |            |                |
| 18 | 18           | 诅咒的数字       | 丹·艾提奥斯       | 布蘭特·佛萊奇和大衛·富利                                                     | 赫利       | 2005年3月2日   |
| 赫利發現盧梭的筆記中重復寫著4、8、15、16、23和42，這些數字就是使他中樂透頭獎的號碼。因此他獨個兒出發尋找盧梭問個究竟。盧梭說，她並不知道數字的意思；並且說她的科學隊是朝著不斷發出這些數字的信號來到這個荒島的。這些數字後來又被發現印在那個艙門的邊上。回敘裏，赫利贏了頭獎，而在接下來的幾個星期裏，他身邊的每一個人都遭到了厄運。 |              |                  |                   |                                                                              |            |                |
| 19 | 19           | 及时雨           | 罗伯特·曼德尔     | 卡尔顿·库斯和戴蒙·林道夫                                                     | 洛克       | 2005年3月30日  |
| 洛克發覺他的腿開始沒有知覺了。他和布恩根據他的夢境發現了一架Beechcraft 18掛在懸崖的邊上。布恩爬了上去，成功地使用了無綫電通訊器，發出了一通緊急求救電話：“我們是大洋航空公司815航班的生還者！”而一個男人（柏納）回答：“我們也是大洋航空公司815航班的生還者！”那架飛機掉了下來，洛克於是背著受重傷的布恩回到了營地。洛克到達了洞穴並編造了他受傷的原因，又不知不覺消失在叢林中。他不斷敲打著艙門，又向著艙門大叫，突然艙裏射出了強光。到回敘中，洛克見回了父母，可是父親卻騙取了他的一個腎臟。 |              |                  |                   |                                                                              |            |                |
| 20 | 20           | 信守承诺         | 史提芬·威廉斯     | 珍妮特·塔马罗                                                                | 傑克       | 2005年4月6日   |
| 雖然洛克叫布恩不要告訴任何人有關艙門的事情，受傷的布恩卻告訴了傑克。儘管傑克努力救他，布恩最終還是死去了。另一邊，克萊爾則生下了一個男嬰。回敘描述傑克和薩拉的婚禮，薩拉曾經是他從車禍傷患中拯救回來的病人。 |              |                  |                   |                                                                              |            |                |
| 21 | 21           | 完成大我         | 大衛·格羅斯曼     | 李奧納德·迪克                                                                | 薩伊德     | 2005年5月4日   |
| 洛克參加了布恩葬禮，而傑克卻揍了他。洛克希望香農原諒他，但是香農從熟睡的傑克偷走了一把槍，在準備殺洛克的時候，薩伊德推走了她，那時子彈擦過了洛克的額頭。薩伊德要洛克帶他到艙門那裏。 |              |                  |                   |                                                                              |            |                |
| 22 | 22           | 亡命天涯         | 他可·蓋茨         | 故事由哈維爾·葛里洛-馬克斯瓦奇 劇本由愛德華·克特西斯和亞當·霍若維玆          | 凱特       | 2005年5月11日  |
| 薩伊德和洛克把艙門給傑克看，傑克認爲艙門應該被打開來。儘管沒人跟他說過，沃特也警告洛克不要打開艙門。凱特威脅索耶她會取得他筏子上的位置。麥可被下毒後，他把索耶剔出了他在筏子上的位置。索耶向大家公佈凱特是飛機上的那個通緝犯。沃特向麥可承認防火燒筏，雖然後來麥可說他們可以留在島上，沃特也依然堅持要離開。在回敘裏，凱特回家探望生重病的母親，遇到了她的前男友湯姆·布倫南。只因湯姆的幫助，凱特才能單獨和母親相處，而母親見到她時卻不停尖叫。她和湯姆嘗試逃跑，但湯姆在意外中身亡，而凱特則逃脫了。 |              |                  |                   |                                                                              |            |                |
| 23 | 23           | 逃离恶魔岛第一部 | 傑克·本德         | 戴蒙·林道夫和卡尔顿·库斯                                                     | 多位       | 2005年5月18日  |
| 盧梭來到海灘，警告所有人“其他人”要來了，也說出了更多她自己的故事。她十六年前來到荒島時正懷孕中，而一根黑煙柱告示著其他人的來臨，他們來了並奪取了她的嬰孩，而那女嬰從此未被見過。不久後那黑煙柱出現了，傑克、洛克和薩伊德便把艙口的事告訴了盧梭：他們需要打開它，或許使用炸藥。盧梭把他們帶到了“黑岩”處取出炸藥。傑克、洛克、凱特、赫利、阿玆特和盧梭到達那裏，一艘巨大的奴隸船擱淺在陸地上。同時，查理在收集各人的信息並放在一個瓶子裏帶到木筏上去。回敘裏，幾個生還者出現在起飛前的時間裏。 |              |                  |                   |                                                                              |            |                |
| 24–25 | 24–25        | 逃离恶魔岛第二部 | 傑克·本德         | 戴蒙·林道夫和卡尔顿·库斯                                                     | 多位       | 2005年5月25日  |
| 盧梭離開了“黑岩”，而阿玆特卻在處理炸藥時炸死了。他們遇上了那隻怪物——其實是一團黑煙。盧梭偷去了克萊爾的嬰兒——艾潤。薩伊德推斷盧梭或者想用艾潤和其他人交換她自己的小孩。查理和薩伊德向黑煙柱進發，而途中，他們經過了那架走私毒品的飛機，而薩伊德就揭發了當中藏滿了海洛因，查理帶上了一些。當他們到達了煙柱的時候，那裏並沒有其他人，只有火堆、盧梭和艾潤。她還回了艾潤並說她曾聽到其他人說他們要“那男孩”。筏子上，他們遇到了一艘小艇。而那小艇卻屬於其他人並要求交出沃特。索耶被射傷，沃特被搶走。丟出的炸彈損壞了木筏。同時，傑克、凱特、洛克和赫利炸開了艙門，下面是一個很深的洞，旁邊有一天斷開的梯子。回敘描述生還者們在機場和登機時的情景。 |              |                  |                   |                                                                              |            |                |